# Sharpsburg (Iowa)
Sharpsburg és una població dels Estats Units a l'estat d'Iowa. Segons el cens del 2000 tenia 98 habitants.

## Demografia
Segons el cens del 2000, Sharpsburg tenia 98 habitants, 39 habitatges, i 26 famílies. La densitat de població era de 105,1 habitants/km².
Dels 39 habitatges en un 30,8% hi vivien nens de menys de 18 anys, en un 56,4% hi vivien parelles casades, en un 7,7% dones solteres, i en un 33,3% no eren unitats familiars. En el 30,8% dels habitatges hi vivien persones soles el 17,9% de les quals corresponia a persones de 65 anys o més que vivien soles. El nombre mitjà de persones vivint en cada habitatge era de 2,51 i el nombre mitjà de persones que vivien en cada família era de 3,19.
Per edats la població es repartia de la següent manera: un 29,6% tenia menys de 18 anys, un 6,1% entre 18 i 24, un 20,4% entre 25 i 44, un 26,5% de 45 a 60 i un 17,3% 65 anys o més.
L'edat mediana era de 40 anys. Per cada 100 dones de 18 o més anys hi havia 76,9 homes.
La renda mediana per habitatge era de 26.042 $ i la renda mediana per família de 28.125 $. Els homes tenien una renda mediana de 20.625 $ mentre que les dones 12.083 $. La renda per capita de la població era de 8.779 $. Entorn del 7,4% de les famílies i el 14,4% de la població estaven per davall del llindar de pobresa.

## Poblacions més properes
El següent diagrama mostra les poblacions més properes.